# Caio Henrique
Caio Henrique Oliveira Silva (Santos, 31 juli 1997) is een Braziliaans voetballer die bij voorkeur als aanvallende middenvelder speelt. Hij tekende in augustus 2020 bij AS Monaco, dat hem overnam van Atlético Madrid.

## Clubcarrière
Caio Henrique sloot zich op tienjarige leeftijd aan in de jeugdacademie van Santos. Op 1 februari 2016 werd hij verkocht aan Atlético Madrid. Op 30 november 2016 debuteerde de Braziliaan in de Copa del Rey tegen CD Guijuelo. Hij kreeg van coach Diego Simeone een basisplaats en werd na 69 minuten gewisseld voor Juan Moreno Fernández. Atlético Madrid won de bekerwedstrijd met 0–6. In 2018 werd Henrique verhuurd aan het Braziliaanse Paraná Clube, waar hij regelmatig aan spelen toekwam. Een seizoen later vertrok Henrique op huurbasis naar Fluminense FC. Daar was hij een vaste waarde. In de winterperiode van 2020 werd hij verhuud aan Grêmio. Daar kwam hij mede door de coronapandemie niet veel aan spelen toe. In augustus 2020 werd hij verkocht aan AS Monaco.